# Северный Бородино
Северный Бородино или Китадайто (яп. 北大東島 Китадайто:-дзима, «остров Северный Дайто») — остров на юге Японского архипелага. За исключением соседнего острова Южный Бородино (Минамидайто), поблизости от Северного Бородино нет никакой обитаемой земли на расстоянии 400 км, а сам он был необитаем до периода Мэйдзи. На острове находится село Китадайто, административно относящееся к уезду Симадзири префектуры Окинава.

## История
Точная дата открытия острова неизвестна. Возможно, первым его увидел испанец Бернардо де ла Торре с корабля «Сан-Хуан де Летран» в 1543 году между 25 сентября и 2 октября, когда пытался достичь Новой Испании, начав плавание с Филиппин. До цели Торрес не доплыл, но нанёс на карту Северный и Южный Бородино под названием «Две Сестры» (исп. Las Dos Hermanas). Более точные сведения имеются о плавании другого испанца, Педро де Унамуно, который 28 июля 1587 года снова увидел эти острова и назвал их «Бесполезными» (исп. Islas sin Probecho). Наконец, 2 июля 1820 году русский капитан Захарий Панафидин назвал два острова Северным и Южным Бородино в честь своего корабля «Бородино»..
В 1885 году остров был включён японцами в состав Японской империи под названием Китадайто. В 1903 году на необитаемый доселе остров прибыла группа первопоселенцев с острова Хатидзёдзима. Группой командовал Ханъэмон Тамаоки (1838—1910), который за 3 года до этого привёл другую группу поселенцев на Южный Бородино. Эти японцы стали первыми жителями острова и с 1903 года начали возделывать на нём сахарный тростник, а несколько позднее — добывать фосфориты.
До Второй мировой войны островом владела «Сахародобывающая компания Великой Японии» (в настоящее время Dai Nippon Meiji Sugar), которая помимо сахароварения занималась также сбором гуано для использования в качестве удобрений. После войны остров оккупировали американцы, которых заинтересовали фосфориты, но их залежи к середине 1950-х годов истощились. В 1972 году американцы вернули остров Японии.

## Экономика
Население в основном живёт рыболовством.

## Транспорт
Северный Бородино не имеет ни песчаных пляжей, ни естественных гаваней. Суда доставляются из моря в порт и обратно краном. Провизию на остров доставляют по морю раз в неделю или реже. На острове есть аэропорт Китадайто, открытый в апреле 1971 года на случай вынужденных посадок самолётов.

## Галерея

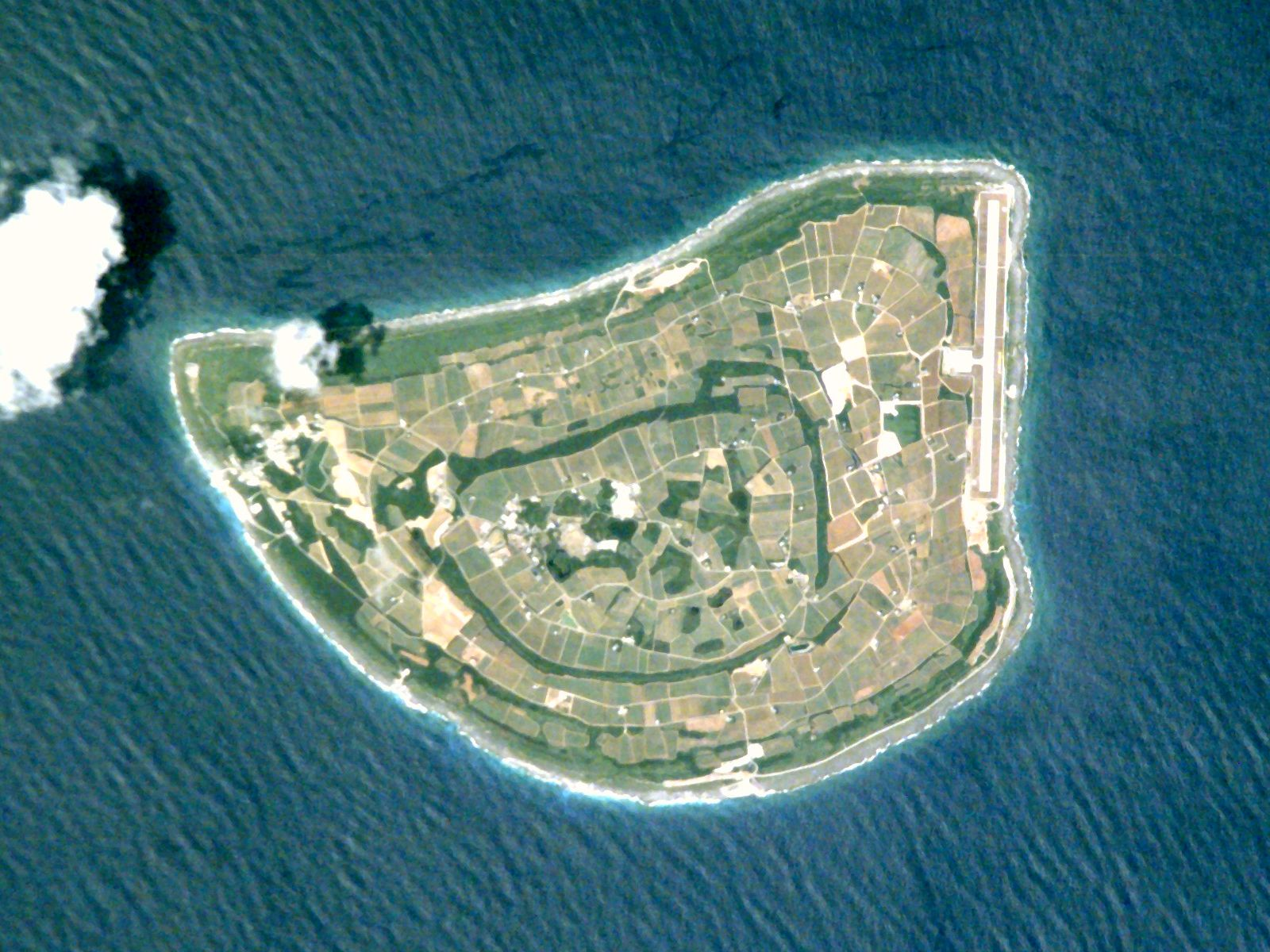
Вид острова со спутника
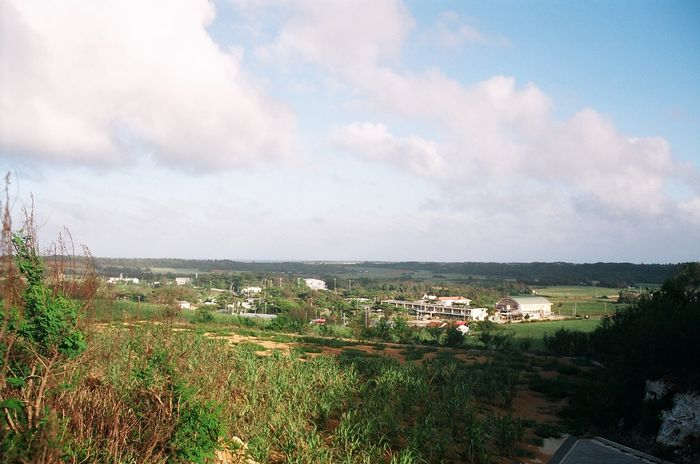
Вид на центральную часть острова
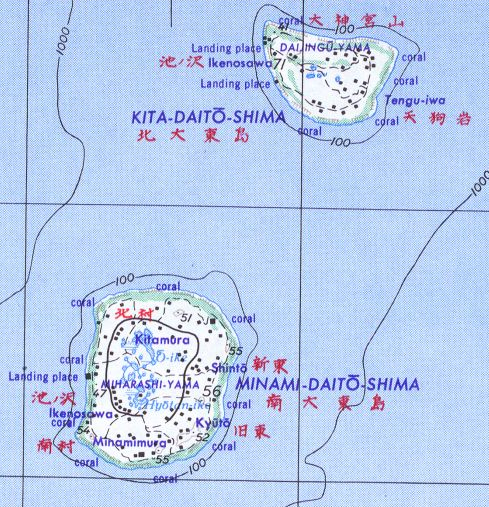
Подробная карта островов Северный Бородино и Южный Бородино